# Thủ tướng Ukraina
Thủ tướng Ukraina (tiếng Ukraina: Прем'єр-міністр України, Prem'ier-Ministr Ukrayiny) là người đứng đầu chính phủ, đứng đầu Nội các Ukraina, là cơ quan cao nhất của ngành hành pháp của chính phủ Ukraina. Chức vụ này thay thế chức Chủ tịch Hội đồng Bộ trưởng Cộng hòa Xã hội chủ nghĩa Xô viết Ukraina, được thiết lập vào ngày 25 tháng 3 năm 1946.
Từ khi Ukraina độc lập khỏi Liên Xô vào năm 1991, đã có mười lăm thủ tướng, hoặc mười chín, kể cả quyền thủ tướng. Mykola Azarov là Thủ tướng gần đây nhất, phục vụ từ 11 tháng 3 năm 2010 to ngày 28 tháng 1 năm 2014, khi ông từ chức sau các cuộc biểu tình kêu gọi bãi nhiệm ông. Serhiy Arbuzov giữ chức Thủ tướng Ukraina cho đến ngày 22 tháng 2 năm 2014, khi Arseniy Yatsenyuk được bổ nhiệm. Yatsenyuk là Thủ tướng đầu tiên là người từ Tây Ukraina. Có hai vị Thủ tướng sinh ra tại Cộng hòa Xã hội chủ nghĩa Xô viết Liên bang Nga.
Thủ tướng đương nhiệm là Denys Shmyhal từ ngày 4 tháng 3, 2020.

## Danh sách thủ tướng Ukraina

### Cộng hòa Nhân dân Ukraina(1917 – 1918)
| Tên (Sinh – mất) | Tên (Sinh – mất)                                                                          | Chân dung | Bầu cử | Nhiệm kỳ làm việc (Thời gian tại nhiệm)                        | Đảng  | Nội các (Thành phần)                                                          | Nguyên thủ quốc gia               |
| ---------------- | ----------------------------------------------------------------------------------------- | --------- | ------ | -------------------------------------------------------------- | ----- | ----------------------------------------------------------------------------- | --------------------------------- |
|                  | Volodymyr Vynnychenko Володимир Винниченко Trưởng Hội đồng Thư ký (1880 – 1951)           |           | —      | 28 tháng 6 năm 1917 – 13 tháng 8 năm 1917 (1 tháng và 16 ngày) | USDP  | Vynnychenko I USDRP • UPSR • Fareynikte • Bund • AKP • UPSF                   | Mykhailo Hrushevsky (1917 – 1918) |
|                  | Dmytro Doroshenko Дмитро Дорошенко Trưởng Hội đồng Thư ký (1882 – 1951)                   |           | —      | 14 – 18 tháng 8 năm 1917 (4 ngày)                              | UPSF  | Doroshenko USDRP • UPSR • Fareynikte • Bund • AKP • UPSF                      | Mykhailo Hrushevsky (1917 – 1918) |
|                  | Volodymyr Vynnychenko Володимир Винниченко Trưởng Hội đồng Thư ký (1880 – 1951)           |           | —      | 1 tháng 9 năm 1917 – 30 tháng 1 năm 1918 (4 tháng và 19 ngày)  | USDRP | Vynnychenko II-III USDRP • UPSF • UPSR • Fareynikte • UPSI • Bund • AKP • NSP | Mykhailo Hrushevsky (1917 – 1918) |
|                  | Vsevolod Holubovych Всеволод Голубович Chủ tịch Hội đồng Bộ trưởng Nhân dân (1880 – 1951) |           | —      | 30 tháng 1 – 29 tháng 4 năm 1918 (2 tháng và 30 ngày)          | UPSR  | Holubovych UPSR • UPSI • USDRP                                                | Mykhailo Hrushevsky (1917 – 1918) |

1. ↑  Chủ tịch Rada.
2. ↑  Từ 21 đến 30 tháng 1 năm 1918 là Chủ tịch Hội đồng Bộ trưởng Nhân dân

### Nhà nước Ukraina - Hetman Ukraina thứ nhì(1918)
| Tên (Sinh – mất) | Tên (Sinh – mất)                                                                            | Chân dung                     | Bầu cử | Nhiệm kỳ làm việc (Thời gian tại nhiệm)               | Đảng                  | Nội các (Thành phần)                  | Nguyên thủ quốc gia       |
| ---------------- | ------------------------------------------------------------------------------------------- | ----------------------------- | ------ | ----------------------------------------------------- | --------------------- | ------------------------------------- | ------------------------- |
|                  | Mykola Sakhno-Ustimovich Микола Сахно-Устимович Ataman của Hội đồng Bộ trưởng (1863 – 1918) |                               | —      | 29 – 30 tháng 4 năm 1918 (1 ngày)                     | UPSF                  | —                                     | Pavlo Skoropadskyi (1918) |
|                  | Mykola Vasylenko Микола Василенко Ataman của Hội đồng Bộ trưởng (1886 – 1935)               |                               | —      | 30 tháng 4 – 10 tháng 5 năm 1918 (10 ngày)            | K-D                   | Vasylenko K-D                         | Pavlo Skoropadskyi (1918) |
|                  | Fedir Lyzohub Федір Лизогуб Ataman của Hội đồng Bộ trưởng (1851 – 1928)                     |                               | —      | 10 tháng 5 – 14 tháng 11 năm 1918 (6 tháng và 4 ngày) | Liên minh 17 tháng 10 | Lyzohub I Phe tháng 10 • Kadet • UPSF | Pavlo Skoropadskyi (1918) |
| —                | Fedir Lyzohub Федір Лизогуб Ataman của Hội đồng Bộ trưởng (1851 – 1928)                     | Lyzohub II Kadet • UPSF • UNU |        | 10 tháng 5 – 14 tháng 11 năm 1918 (6 tháng và 4 ngày) | Liên minh 17 tháng 10 |                                       | Pavlo Skoropadskyi (1918) |
|                  | Sergei Gerbel Сергій Гербель Ataman của Hội đồng Bộ trưởng (1856 – 1936)                    |                               | —      | 14 tháng 11 – 14 tháng 12 năm 1918 (1 tháng)          | Không đảng            | Gerbel Kadet • UPSF • UL              | Pavlo Skoropadskyi (1918) |

### Cộng hòa Nhân dân Ukraina(1918 – 1920)
| Tên (Sinh – mất)                         | Tên (Sinh – mất)                                                                               | Chân dung | Bầu cử | Nhiệm kỳ làm việc (Thời gian tại nhiệm)                         | Đảng  | Nội các (Thành phần)                                      | Nguyên thủ quốc gia                 |
| ---------------------------------------- | ---------------------------------------------------------------------------------------------- | --------- | ------ | --------------------------------------------------------------- | ----- | --------------------------------------------------------- | ----------------------------------- |
| Vị trí trống (14 – 28 tháng 12 năm 1918) |                                                                                                |           |        |                                                                 |       |                                                           |                                     |
|                                          | Vladimir Chekhov Володимир Чехівський Chủ tịch Hội đồng Bộ trưởng Nhân dân (1876 – 1937)       |           | 1918   | 26 tháng 12 năm 1918 – 13 tháng 2 năm 1919 (1 tháng và 18 ngày) | USDRP | Chekhivsky USDRP • UPSI • UPSR • UPSF • UNDO • Poale Zion | Volodymyr Vynnychenko (1918 – 1919) |
|                                          | Serhiy Ostapenko Сергій Остапенко Chủ tịch Hội đồng Bộ trưởng Nhân dân (1881 – 1937)           |           | —      | 13 tháng 2 – 9 tháng 4 năm 1919 (1 tháng và 27 ngày)            | UPSR  | Ostapenko UPSI • UPSF • UNDO                              | Simon Petliura (1919 – 1920)        |
|                                          | Borys Martos Борис Мартос Chủ tịch Hội đồng Bộ trưởng Nhân dân (1879 – 1977)                   |           | —      | 9 tháng 4 – 27 tháng 8 năm 1919 (4 tháng và 18 ngày)            | USDRP | Martos UPSR • USDRP • UPSF • Poale Zion                   | Simon Petliura (1919 – 1920)        |
|                                          | Isaak MazepaІсаак Мазепа Chủ tịch Hội đồng Bộ trưởng Nhân dân (1884 – 1977)                    |           | —      | 27 tháng 8 năm 1919 – 26 tháng 5 năm 1920 (8 tháng và 29 ngày)  | USDRP | Mazepa USDRP                                              | Simon Petliura (1919 – 1920)        |
|                                          | Vyacheslav Prokopovych В'ячеслав Прокопович Chủ tịch Hội đồng Bộ trưởng Nhân dân (1879 – 1977) |           | —      | 26 tháng 5 – 14 tháng 10 năm 1920 (4 tháng và 18 ngày)          | UPSF  | Prokopovich USDRP • UPSF                                  | Simon Petliura (1919 – 1920)        |

1. ↑  Chủ tịch Hội đồng Đốc chính Ukraina

### Cộng hòa Xã hội Chủ nghĩa Xô viết Ukraina(1920 – 1991)
| Tên (Sinh – mất)     | Tên (Sinh – mất)                                                                                                 | Chân dung                                   | Bầu cử                             | Nhiệm kỳ làm việc (Thời gian tại nhiệm)                                | Đảng              | Nội các (Thành phần)            | Nguyên thủ quốc gia                                                             |
| -------------------- | --- | ------------------------------------------- | ---------------------------------- | ---------------------------------------------------------------------- | ----------------- | ------------------------------- | ------------------------------------------------------------------------------- |
|                      | Christian Rakovsky Християн Раковський Chủ tịch Hội đồng Dân ủy (1873 – 1941)                                    |                                             | —                                  | 19 tháng 2 năm 1920 – 15 tháng 7 năm 1923 (3 năm, 4 tháng và 26 ngày)  | KPU               | Rakovsky I KPU                  | Grigory Petrovsky (1919 – 1938)                                                 |
| —                    | Christian Rakovsky Християн Раковський Chủ tịch Hội đồng Dân ủy (1873 – 1941)                                    | Rakovsky II KPU                             |                                    | 19 tháng 2 năm 1920 – 15 tháng 7 năm 1923 (3 năm, 4 tháng và 26 ngày)  | KPU               |                                 | Grigory Petrovsky (1919 – 1938)                                                 |
|                      | Vlas Chubar Влас Чубар Chủ tịch Hội đồng Dân ủy (1891 – 1943)                                                    |                                             | —                                  | 15 tháng 7 năm 1923 – 28 tháng 4 năm 1934 (10 năm, 9 tháng và 13 ngày) | KPU               | Chubar KPU                      | Grigory Petrovsky (1919 – 1938)                                                 |
|                      | Panas Lyubchenko Панас Любченко Chủ tịch Hội đồng Dân ủy (1897 – 1937)                                           |                                             | —                                  | 28 tháng 4 năm 1934 – 30 tháng 8 năm 1937 (3 năm, 4 tháng và 2 ngày)   | KPU               | Lyubchenko KPU                  | Grigory Petrovsky (1919 – 1938)                                                 |
|                      | Mykhailo Bondarenko Михайло Бондаренко Chủ tịch Hội đồng Dân ủy (1903 – 1938)                                    |                                             | —                                  | 30 tháng 8 – 13 tháng 10 năm 1937 (1 tháng và 13 ngày)                 | KPU               | Bondarenko KPU                  | Grigory Petrovsky (1919 – 1938)                                                 |
|                      | Mykola Marchak Микола Марчак Quyền Chủ tịch Hội đồng Dân ủy (1903 – 1938)                                        |                                             | —                                  | 13 tháng 10 năm 1937 – 19 tháng 2 năm 1938 (4 tháng và 6 ngày)         | KPU               | —                               | Grigory Petrovsky (1919 – 1938)                                                 |
|                      | Demyan Korotchenko Дем'ян Коротченко Chủ tịch Hội đồng Dân ủy (1894 – 1969)                                      |                                             | 1937                               | 19 tháng 2 năm 1938 – 28 tháng 7 năm 1939 (1 năm, 5 tháng và 9 ngày)   | KPU               | Korotchenko I KPU               | Mykhailo Burmystenko (1938)                                                     |
|                      | Demyan Korotchenko Дем'ян Коротченко Chủ tịch Hội đồng Dân ủy (1894 – 1969)                                      | —                                           | KPU                                | 19 tháng 2 năm 1938 – 28 tháng 7 năm 1939 (1 năm, 5 tháng và 9 ngày)   | Korotchenko I KPU | Leonid Korniyets (1938 – 1939)  |                                                                                 |
|                      | Leonid Korniets Леонід Корнієць Chủ tịch Hội đồng Dân ủy (1901 – 1969)                                           |                                             | 1939                               | 28 tháng 7 năm 1939 – 6 tháng 2 năm 1944 (4 năm, 6 tháng và 9 ngày)    | KPU               | Korniets KPU                    | Mykhailo Hrechukha (1939 – 1954)                                                |
|                      | Nikita Khrushchev Микита Хрущов Chủ tịch Hội đồng Dân ủy (Sau 1946 là Chủ tịch Hội đồng Bộ trưởng) (1894 – 1971) |                                             | —                                  | 6 tháng 2 năm 1944 – 12 tháng 12 năm 1947 (3 năm, 10 tháng và 6 ngày)  | KPU               | Khrushchev KPU                  | Mykhailo Hrechukha (1939 – 1954)                                                |
|                      | Demyan Korotchenko Дем'ян Коротченко Chủ tịch Hội đồng Bộ trưởng (1894 – 1969)                                   |                                             | 1947                               | 12 tháng 12 năm 1947 – 15 tháng 1 năm 1954 (6 năm, 1 tháng và 3 ngày)  | KPU               | Korotchenko II KPU              | Mykhailo Hrechukha (1939 – 1954)                                                |
|                      | Demyan Korotchenko Дем'ян Коротченко Chủ tịch Hội đồng Bộ trưởng (1894 – 1969)                                   | 1954                                        |                                    | 12 tháng 12 năm 1947 – 15 tháng 1 năm 1954 (6 năm, 1 tháng và 3 ngày)  | KPU               | Korotchenko II KPU              | Mykhailo Hrechukha (1939 – 1954)                                                |
|                      | Nikifor Kalchenko Никифор Кальченко Chủ tịch Hội đồng Bộ trưởng (1906 – 1984)                                    |                                             | 1955                               | 15 tháng 1 năm 1954 – 28 tháng 2 năm 1961 (7 năm, 1 tháng và 13 ngày)  | KPU               | Kalchenko I KPU                 | Demyan Korotchenko (1954 – 1969)                                                |
| 1959                 | Nikifor Kalchenko Никифор Кальченко Chủ tịch Hội đồng Bộ trưởng (1906 – 1984)                                    | Kalchenko II KPU                            |                                    | 15 tháng 1 năm 1954 – 28 tháng 2 năm 1961 (7 năm, 1 tháng và 13 ngày)  | KPU               |                                 | Demyan Korotchenko (1954 – 1969)                                                |
|                      | Volodymyr Scherbitsky Володимир Щербицький Chủ tịch Hội đồng Bộ trưởng (1918 – 1990)                             | Tập tin:Volodymyr Scherbitsky (cropped).jpg | —                                  | 28 tháng 2 năm 1961 – 28 tháng 6 năm 1963 (2 năm và 4 tháng)           | KPU               | Shcherbytsky I KPU              | Demyan Korotchenko (1954 – 1969)                                                |
|                      | Ivan Kazanets Іван Казанець Chủ tịch Hội đồng Bộ trưởng (1918 – 2013)                                            |                                             | 1963                               | 28 tháng 6 năm 1963 – 15 tháng 10 năm 1965 (2 năm, 3 tháng và 17 ngày) | KPU               | Kazanets KPU                    | Demyan Korotchenko (1954 – 1969)                                                |
|                      | Volodymyr Scherbitsky Володимир Щербицький Chủ tịch Hội đồng Bộ trưởng (1918 – 1990)                             | Tập tin:Volodymyr Scherbitsky (cropped).jpg | 1967                               | 15 tháng 10 năm 1965 – 9 tháng 6 năm 1972 (6 năm, 7 tháng và 25 ngày)  | KPU               | Shcherbytsky II KPU             | Demyan Korotchenko (1954 – 1969)                                                |
| 1971                 | Volodymyr Scherbitsky Володимир Щербицький Chủ tịch Hội đồng Bộ trưởng (1918 – 1990)                             | Tập tin:Volodymyr Scherbitsky (cropped).jpg | Shcherbytsky III KPU               | 15 tháng 10 năm 1965 – 9 tháng 6 năm 1972 (6 năm, 7 tháng và 25 ngày)  | KPU               | Oleksandr Lyashko (1969 – 1972) |                                                                                 |
|                      | Oleksandr Lyashko Олександр Ляшко Chủ tịch Hội đồng Bộ trưởng (1915 – 2002)                                      |                                             | 1975                               | 9 tháng 6 năm 1972 – 10 tháng 7 năm 1987 (15 năm, 1 tháng và 1 ngày)   | KPU               | Lyashko I KPU                   | Ivan Hrushetsky · Tập tin:І.С. Грушецького могила (cropped).jpg · (1972 – 1976) |
| 1980                 | Oleksandr Lyashko Олександр Ляшко Chủ tịch Hội đồng Bộ trưởng (1915 – 2002)                                      | Lyashko II KPU                              | Oleksiy Vatchenko (1976 – 1984)    | 9 tháng 6 năm 1972 – 10 tháng 7 năm 1987 (15 năm, 1 tháng và 1 ngày)   | KPU               |                                 |                                                                                 |
| 1985                 | Oleksandr Lyashko Олександр Ляшко Chủ tịch Hội đồng Bộ trưởng (1915 – 2002)                                      | Lyashko III KPU                             | Valentyna Shevchenko (1984 – 1990) | 9 tháng 6 năm 1972 – 10 tháng 7 năm 1987 (15 năm, 1 tháng và 1 ngày)   | KPU               |                                 |                                                                                 |
|                      | Vitaliy Masol Віталій Масол Chủ tịch Hội đồng Bộ trưởng (1928 – 2018)                                            |                                             | —                                  | 10 tháng 7 năm 1987 – 23 tháng 10 năm 1990 (3 năm, 3 tháng và 13 ngày) | KPU               | Masol I KPU                     | Volodymyr Ivashko (1990)                                                        |
| Ivan Plyushch (1990) | Vitaliy Masol Віталій Масол Chủ tịch Hội đồng Bộ trưởng (1928 – 2018)                                            |                                             | —                                  | 10 tháng 7 năm 1987 – 23 tháng 10 năm 1990 (3 năm, 3 tháng và 13 ngày) | KPU               | Masol I KPU                     |                                                                                 |
|                      | Vitold Fokin Вітольд Фокін Chủ tịch Hội đồng Bộ trưởng (1932-2025)                                               |                                             | 1990                               | 23 tháng 10 năm 1990 – 24 tháng 8 năm 1991 (10 tháng và 1 ngày)        | KPU               | Fokin KPU                       | Leonid Kravchuk (1990 – 1991)                                                   |

1. ↑  Trong thời kỳ Xô viết, nguyên thủ quốc gia Ukraina cũng như là các nước cộng hòa Xô viết khác là Chủ tịch Uỷ ban Chấp hành Trung ương và sau năm 1938 là chủ tịch Đoàn Chủ tịch Xô viết tối cao (Verkhovna Rada).
2. ↑  Nội các Rakovsky thứ nhất tồn tại từ năm 1919 đến năm 1922.

### Cộng hòa Ukraina(1991 – nay)
| Tên (Sinh – mất) | Tên (Sinh – mất)                                                                    | Chân dung                                                      | Bầu cử                                                                      | Nhiệm kỳ làm việc (Thời gian tại nhiệm)                                | Đảng                                                                    | Nội các (Thành phần)                                                                                           | Nguyên thủ quốc gia             |
| ---------------- | ----------------------------------------------------------------------------------- | -------------------------------------------------------------- | --------------------------------------------------------------------------- | ---------------------------------------------------------------------- | ----------------------------------------------------------------------- | --- | ------------------------------- |
|                  | Vitold Fokin Вітольд Фокін Thủ tướng (1932-2025)                                    |                                                                | —                                                                           | 24 tháng 8 năm 1991 – 1 tháng 10 năm 1992 (1 năm, 1 tháng và 7 ngày)   | Không đảng                                                              | Fokin Không đảng                                                                                               | Leonid Kravchuk (1991 – 1994)   |
|                  | Valentyn Symonenko Валентин Симоненко Quyền Thủ tướng (Sinh 1940)                   |                                                                | —                                                                           | 2 – 13 tháng 10 năm 1992 (11 ngày)                                     | Không đảng                                                              | Fokin Không đảng                                                                                               | Leonid Kravchuk (1991 – 1994)   |
|                  | Leonid Kuchma Леонід Кучма Thủ tướng (Sinh 1938)                                    |                                                                | —                                                                           | 13 tháng 10 năm 1992 – 22 tháng 9 năm 1993 (11 tháng và 9 ngày)        | Không đảng                                                              | Kuchma Không đảng                                                                                              | Leonid Kravchuk (1991 – 1994)   |
|                  | Yukhym Zvyahilsky Юхим Звягільський Quyền Thủ tướng (1933 – 2021)                   |                                                                | —                                                                           | 22 tháng 9 năm 1993 – 16 tháng 6 năm 1994 (8 tháng và 25 ngày)         | Không đảng                                                              | Kuchma Không đảng                                                                                              | Leonid Kravchuk (1991 – 1994)   |
|                  | Vitaliy Masol Віталій Масол Thủ tướng (1928 – 2018)                                 |                                                                | 1994                                                                        | 16 tháng 6 năm 1994 – 6 tháng 3 năm 1995 (8 tháng và 18 ngày)          | Không đảng                                                              | Masol II Không đảng                                                                                            | Leonid Kuchma (1994 – 2005)     |
|                  | Yevhen Marchuk Євген Марчук Thủ tướng (1941 – 2021)                                 |                                                                | —                                                                           | 6 tháng 3 – 8 tháng 6 năm 1995 (3 tháng và 2 ngày)                     | Không đảng                                                              | Masol II Không đảng                                                                                            | Leonid Kuchma (1994 – 2005)     |
| —                | Yevhen Marchuk Євген Марчук Thủ tướng (1941 – 2021)                                 | —                                                              |                                                                             | 6 tháng 3 – 8 tháng 6 năm 1995 (3 tháng và 2 ngày)                     | Không đảng                                                              | | Leonid Kuchma (1994 – 2005)     |
| —                | Yevhen Marchuk Євген Марчук Thủ tướng (1941 – 2021)                                 | —                                                              |                                                                             | 6 tháng 3 – 8 tháng 6 năm 1995 (3 tháng và 2 ngày)                     | Không đảng                                                              | | Leonid Kuchma (1994 – 2005)     |
| —                | Yevhen Marchuk Євген Марчук Thủ tướng (1941 – 2021)                                 | 8 tháng 6 – 28 tháng 5 năm 1996 (11 tháng và 20 ngày)          | Marchuk Không đảng                                                          |                                                                        | Không đảng                                                              | | Leonid Kuchma (1994 – 2005)     |
|                  | Pavlo Lazarenko Павло Лазаренко Thủ tướng (sinh 1953)                               |                                                                | —                                                                           | 28 tháng 5 năm 1996 – 2 tháng 7 năm 1997 (1 năm, 1 tháng và 4 ngày)    | Hromada                                                                 | Lazarenko I Không đảng                                                                                         | Leonid Kuchma (1994 – 2005)     |
| —                | Pavlo Lazarenko Павло Лазаренко Thủ tướng (sinh 1953)                               | Lazarenko II Không đảng                                        |                                                                             | 28 tháng 5 năm 1996 – 2 tháng 7 năm 1997 (1 năm, 1 tháng và 4 ngày)    | Hromada                                                                 | | Leonid Kuchma (1994 – 2005)     |
|                  | Vasyl Durdynets Віталій Масол Quyền Thủ tướng (sinh 1953)                           |                                                                | —                                                                           | 2 – 30 tháng 7 năm 1997 (28 ngày)                                      | Không đảng                                                              | — | Leonid Kuchma (1994 – 2005)     |
|                  | Valeriy Pustovoitenko Віталій Масол Thủ tướng (sinh 1947)                           |                                                                | 1998                                                                        | 30 tháng 7 năm 1997 – 22 tháng 12 năm 1999 (2 năm, 4 tháng và 22 ngày) | Đảng Dân chủ Nhân dân                                                   | Pustovoitenko NDP • Hromada • PRP                                                                              | Leonid Kuchma (1994 – 2005)     |
|                  | Viktor Yushchenko Віктор Ющенко Thủ tướng (sinh 1954)                               |                                                                | —                                                                           | 22 tháng 12 năm 1999 – 29 tháng 5 năm 2001 (1 năm, 5 tháng và 7 ngày)  | Đảng Dân chủ Nhân dân                                                   | Yushchenko NDP • Batkivshchyna • PRP                                                                           | Leonid Kuchma (1994 – 2005)     |
|                  | Anatoliy Kinakh Анатолій Кінах Thủ tướng (sinh 1954)                                |                                                                | —                                                                           | 29 tháng 5 năm 2001 – 21 tháng 11 năm 2002 (1 năm, 5 tháng và 23 ngày) | Đảng Công nghiệp và Doanh nhân                                          | Kinakh NDP • Batkivshchyna • PR • PPPU • NP • TU                                                               | Leonid Kuchma (1994 – 2005)     |
|                  | Viktor Yanukovych Віктор Янукович Thủ tướng (sinh 1950)                             |                                                                | 2002                                                                        | 21 tháng 11 năm 2002 – 7 tháng 12 năm 2004 (2 năm và 16 ngày)          | Đảng Khu vực                                                            | Yanukovych I Vì một Ukraina Thống nhất ! (PR • NDP • PPPU • NP • TU)                                           | Leonid Kuchma (1994 – 2005)     |
|                  | Mykola Azarov Микола Азаров Quyền Thủ tướng (sinh 1947)                             |                                                                | —                                                                           | 7 – 28 tháng 12 năm 2004 (21 ngày)                                     | Đảng Khu vực                                                            | Yanukovych I Vì một Ukraina Thống nhất ! (PR • NDP • PPPU • NP • TU)                                           | Leonid Kuchma (1994 – 2005)     |
|                  | Viktor Yanukovych Віктор Янукович Thủ tướng (sinh 1950)                             |                                                                | —                                                                           | 28 tháng 12 năm 2004 – 5 tháng 1 năm 2005 (8 ngày)                     | Đảng Khu vực                                                            | Yanukovych I Vì một Ukraina Thống nhất ! (PR • NDP • PPPU • NP • TU)                                           | Leonid Kuchma (1994 – 2005)     |
|                  | Mykola Azarov Микола Азаров Quyền Thủ tướng (sinh 1947)                             |                                                                | —                                                                           | 5 – 24 tháng 1 năm 2005 (19 ngày)                                      | Đảng Khu vực                                                            | — | Leonid Kuchma (1994 – 2005)     |
|                  | Yulia Tymoshenko Юлія Тимошенко Thủ tướng (sinh 1960)                               |                                                                | —                                                                           | 24 tháng 1 – 4 tháng 2 năm 2005 (11 ngày)                              | Liên minh "Tổ quốc" toàn Ukraina                                        | — | Viktor Yushchenko (2005 – 2010) |
| —                | Yulia Tymoshenko Юлія Тимошенко Thủ tướng (sinh 1960)                               | 4 tháng 2 – 8 tháng 9 năm 2005 (7 tháng và 4 ngày)             | Tymoshenko I Khối Ukraina của chúng ta • Khối Yulia Tymoshenko • PPPU • SPU |                                                                        | Liên minh "Tổ quốc" toàn Ukraina                                        | | Viktor Yushchenko (2005 – 2010) |
|                  | Yuriy Yekhanurov Юрій Єхануров Thủ tướng (sinh 1948)                                |                                                                | —                                                                           | 8 – 22 tháng 9 năm 2005 (14 ngày)                                      | Ukraina của chúng ta                                                    | — | Viktor Yushchenko (2005 – 2010) |
| —                | Yuriy Yekhanurov Юрій Єхануров Thủ tướng (sinh 1948)                                | 22 tháng 9 năm 2005 – 4 tháng 8 năm 2006 (10 tháng và 13 ngày) | Yekhanurov Khối Ukraina của chúng ta • SPU                                  |                                                                        | Ukraina của chúng ta                                                    | | Viktor Yushchenko (2005 – 2010) |
|                  | Viktor Yanukovych Віктор Янукович Thủ tướng (sinh 1950)                             |                                                                | 2006                                                                        | 4 tháng 8 năm 2006 – 18 tháng 12 năm 2007 (1 năm, 4 tháng và 14 ngày)  | Đảng Khu vực                                                            | Yanukovych II Chính phủ Liên hiệp Dân tộc (PR • SPU • KPU • Khối Ukraina của chúng ta • Khối Yulia Tymoshenko) | Viktor Yushchenko (2005 – 2010) |
|                  | Yulia Tymoshenko Юлія Тимошенко Thủ tướng (sinh 1960)                               |                                                                | 2007                                                                        | 18 tháng 12 năm 2007 – 3 tháng 3 năm 2010 (2 năm, 2 tháng và 13 ngày)  | Liên minh "Tổ quốc" toàn Ukraina                                        | Tymoshenko II Batkivshchyna • Khối Yulia Tymoshenko • PPPU • SPU                                               | Viktor Yushchenko (2005 – 2010) |
|                  | Oleksandr Turchynov Олександр Турчинов Phó Thủ tướng (sinh 1964)                    |                                                                | —                                                                           | 3 – 11 tháng 3 năm 2010 (8 ngày)                                       | Liên minh "Tổ quốc" toàn Ukraina                                        | — | Viktor Yanukovych (2010 – 2014) |
|                  | Mykola Azarov Микола Азаров Thủ tướng (sinh 1947)                                   |                                                                | 2012                                                                        | 11 tháng 3 năm 2010 – 28 tháng 1 năm 2014 (3 năm, 10 tháng và 17 ngày) | Đảng Khu vực                                                            | Azarov I PR • Khối Lytvyn • SU • YT • SPU                                                                      | Viktor Yanukovych (2010 – 2014) |
| —                | Mykola Azarov Микола Азаров Thủ tướng (sinh 1947)                                   | Azarov II PR • U-V                                             |                                                                             | 11 tháng 3 năm 2010 – 28 tháng 1 năm 2014 (3 năm, 10 tháng và 17 ngày) | Đảng Khu vực                                                            | | Viktor Yanukovych (2010 – 2014) |
|                  | Serhiy Arbuzov Сергій Арбузов Quyền Thủ tướng (sinh 1976)                           | Azarov II PR • U-V                                             |                                                                             | —                                                                      | 28 tháng 1 – 22 tháng 2 năm 2014 (30 ngày)                              | Đảng Khu vực                                                                                                   | Viktor Yanukovych (2010 – 2014) |
|                  | Oleksandr Turchynov Олександр Турчинов Điều phối viên Nội các Bộ trưởng (sinh 1964) |                                                                | —                                                                           | 22 – 27 tháng 2 năm 2014 (5 ngày)                                      | Liên minh "Tổ quốc" toàn Ukraina                                        | — | Viktor Yanukovych (2010 – 2014) |
|                  | Arseniy Yatsenyuk Арсеній Яценюк Thủ tướng (sinh 1974)                              |                                                                | 2014                                                                        | 27 tháng 2 năm 2014 – 14 tháng 4 năm 2016 (3 năm, 1 tháng và 18 ngày)  | Liên minh "Tổ quốc" toàn Ukraina                                        | Yatsenyuk I Batkivshchyna • Svoboda                                                                            | Oleksandr Turchynov (2014)      |
|                  | Arseniy Yatsenyuk Арсеній Яценюк Thủ tướng (sinh 1974)                              | —                                                              | Mặt trận Nhân dân                                                           | 27 tháng 2 năm 2014 – 14 tháng 4 năm 2016 (3 năm, 1 tháng và 18 ngày)  | Yatsenyuk II Khối Đoàn kết • PF • Liên minh Tự lực • RP • Batkivshchyna | Petro Poroshenko (2014 – 2019)                                                                                 |                                 |
|                  | Volodymyr Groysman Володимир Гройсман Thủ tướng (sinh 1978)                         |                                                                | —                                                                           | 14 tháng 4 năm 2016 – 29 tháng 8 năm 2019 (3 năm, 4 tháng và 15 ngày)  | Khối Petro Poroshenko                                                   | Petro Poroshenko (2014 – 2019)                                                                                 | Groysman Khối Đoàn kết • PF     |
| —                | Volodymyr Groysman Володимир Гройсман Thủ tướng (sinh 1978)                         | Volodymyr Zelensky (2019 – )                                   |                                                                             | 14 tháng 4 năm 2016 – 29 tháng 8 năm 2019 (3 năm, 4 tháng và 15 ngày)  | Khối Petro Poroshenko                                                   | | Groysman Khối Đoàn kết • PF     |
|                  | Oleksiy Honcharuk Олексій Гончарук Thủ tướng (sinh 1984)                            | Volodymyr Zelensky (2019 – )                                   |                                                                             | 2019                                                                   | 29 tháng 8 năm 2019 – 4 tháng 3 năm 2020 (6 tháng và 4 ngày)            | Đầy tớ của Nhân dân                                                                                            | Honcharuk SP                    |
|                  | Denys Shmyhal Денис Шмигаль Thủ tướng (sinh 1975)                                   | Volodymyr Zelensky (2019 – )                                   |                                                                             | —                                                                      | 4 tháng 3 năm 2020 – Tại nhiệm (5 năm, 6 tháng và 25 ngày)              | Không đảng | Shmyhal SP • Không đảng         |

1. ↑  Khối Ukraina của chúng ta và khối Yulia Tymoshenko rút khỏi nội các ngày 6 tháng 4 năm 2007.
2. ↑  Là thành viên của Liên minh "Tổ quốc" toàn Ukraina cho đến ngày 27 tháng 11 năm 2014